# Lost Frequencies
Lost Frequencies, artiestennaam van Felix De Laet (Brussel, 30 november 1993), is een Belgisch dj-producer. Hij scoorde internationaal grote hits met nummers als Are you with me (2014), Reality (2015), Beautiful life (2016), Crazy (2017), Melody (2018) en Where Are You Now (2021).

## Biografie
In 2014 remixte De Laet de single Are you with me van de Amerikaanse zanger Easton Corbin. Dit nummer stond 40 weken in de Vlaamse Ultratop 50, waarvan vijf weken op nummer 1. Het nummer werd ook zijn internationale doorbraak: het bereikte eveneens de eerste plaats in onder meer Australië, het Verenigd Koninkrijk, Duitsland, Zweden, Israël en Polen. Verder scoorde de single ook hoog in de hitlijsten van Nederland, Frankrijk, Spanje, Rusland en Denemarken.
De opvolgende single Reality, een samenwerking met Janieck Devy, werd in 2015 ook een groot succes. Het werd zijn tweede nummer 1-hit in Vlaanderen, Duitsland en Oostenrijk. In datzelfde jaar werd De Laet dj op radiozender MNM.
De Laet werkte samen met artiesten als Felix Jaehn, Sandro Cavazza, Netsky, James Blunt en Aloe Blacc.

## Discografie

### Albums
- 2016 – Less is more
- 2017 – Less is more (Deluxe)
- 2019 – Alive and feeling fine
- 2020 – Cup of beats
- 2023 – All stand together

### Extended plays
- 2014 – Feelings
- 2019 – Found frequencies compilation (DJ Mix)
- 2020 – Beat of my heart (met Love Harder)
- 2020 – Found frequencies compilation 2 (DJ Mix)
- 2021 – Don't leave me now (met Mathieu Koss)

### Singles
- 2014 – Trouble (met Lauren)
- 2014 – No trust (met Lauren)
- 2014 – Tell me (met Chesqua)
- 2014 – Are you with me
- 2014 – Eagle eyes (met Felix Jaehn en Linying)
- 2015 – Reality (met Janieck Devy)
- 2016 – Beautiful life (met Sandro Cavazza)
- 2016 – What is love
- 2016 – All or nothing (met Axel Ehnström)
- 2017 – Here with you (met Netsky)
- 2017 – Crazy (met Zonderling)
- 2018 – Melody (met James Blunt)
- 2018 – Like I love you (met The NGHBRS)
- 2019 – Recognise (met Flynn)
- 2019 – Truth never lies (met Aloe Blacc)
- 2019 – Sun is shining
- 2019 – Black & blue (met Mokita)
- 2020 – Sweet dreams
- 2020 – Love to go (met Zonderling & Kelvin Jones)
- 2020 – One more night (met Easton Corbin)
- 2020 – Don't leave me now (met Mathieu Koss)
- 2020 – You (met Flynn)
- 2021 – Rise
- 2021 – Where are you now (met Calum Scott)
- 2022 – Questions (met James Arthur)
- 2022 – Chemical high
- 2022 – Back to you (met Elley Duhé & X Ambassadors)
- 2023 – The feeling
- 2023 – Dive (met Tom Gregory)
- 2023 – Head down (met Bastille)

### Remixen
- 2014 – No woman, no cry (Bob Marley)
- 2014 – In this world (Moby)
- 2014 – Liberty City (KRONO)
- 2015 – Paris (Antoine Malye)
- 2015 – The hum (Dimitri Vegas & Like Mike vs. Ummet Ozcan)
- 2015 – In and out of love (Armin van Buuren feat. Sharon den Adel)
- 2015 – Run (Emma Bale)
- 2015 – Sleep, for the weak (Lea Rue)
- 2016 – Cold water (Major Lazer feat. Justin Bieber & MØ)
- 2017 – Hey baby (Dimitri Vegas & Like Mike & Diplo)
- 2017 – Alone (Alan Walker)
- 2017 – Malibu (Miley Cyrus)
- 2018 – So much better (Sandro Cavazza)
- 2018 – Guinea pig (Girls in Hawaii)
- 2019 – American boy (Estelle feat. Kanye West)
- 2019 – Summer days (Martin Garrix feat. Macklemore & Patrick Stump)
- 2019 – In the shadows (The Rasmus)
- 2020 – Never give up (Mathame)

## Hitlijsten

### Albums
| Album met hitnotering(en) in de Vlaamse Ultratop 200 albums | Datum van verschijnen | Datum van binnenkomst | Hoogste positie | Aantal weken | Opmerkingen |
| ----------------------------------------------------------- | --------------------- | --------------------- | --------------- | ------------ | ----------- |
| Less Is More                                                | 21-09-2016            | 29-10-2016            | 3               | 47           |             |
| Alive and Feeling Fine                                      | 2019                  | 12-10-2019            | 6               | 99           |             |
| Cup of Beats [EP]                                           | 2020                  | 08-08-2020            | 155             | 1            |             |

| Album met eventuele hitnotering(en) in de Nederlandse Album Top 100 | Datum van verschijnen | Datum van binnenkomst | Hoogste positie | Aantal weken | Opmerkingen |
| ------------------------------------------------------------------- | --------------------- | --------------------- | --------------- | ------------ | ----------- |
| Less Is More                                                        | 2016                  | 29-10-2016            | 40              | 2            |             |
| Alive and Feeling Fine                                              | 2019                  | 12-10-2019            | 51              | 1            |             |

### Singles
| Single met hitnotering(en) in de Vlaamse Ultratop 50 | Datum van verschijnen | Datum van binnenkomst | Hoogste positie | Aantal weken | Opmerkingen                                               |
| ---------------------------------------------------- | --------------------- | --------------------- | --------------- | ------------ | --------------------------------------------------------- |
| Are You With Me                                      | 2014                  | 15-11-2014            | 1(5wk)          | 40           | nr. 1 in de Radio 2 Top 30 / 5x Platina                   |
| In and out of Love (Lost Frequencies remix)          | 2015                  | 21-03-2015            | tip31           | -            | met Armin van Buuren & Sharon den Adel                    |
| Reality                                              | 2015                  | 13-06-2015            | 1(5wk)          | 34           | met Janieck Devynr. 1 in de Radio 2 Top 30 / 4x Platina   |
| Eagle Eyes                                           | 2015                  | 28-11-2015            | tip18           | -            | met Felix Jaehn & Linying                                 |
| Beautiful Life                                       | 2016                  | 11-06-2016            | 1(1wk)          | 19           | met Sandro Cavazzanr. 2 in de Radio 2 Top 30 / 2x Platina |
| What Is Love                                         | 2016                  | 08-10-2016            | 1(3wk)          | 20           | nr. 1 in de Radio 2 Top 30 / 2x Platina                   |
| All or Nothing                                       | 2017                  | 25-02-2017            | 9               | 13           | met Axel Ehnströmnr. 11 in de Radio 2 Top 30 / Platina    |
| Here with You                                        | 2017                  | 08-07-2017            | 2               | 19           | met Netskynr. 5 in de Radio 2 Top 30 / Platina            |
| So Much Better (Lost Frequencies remix)              | 2017                  | 29-07-2017            | tip             | -            | met Sandro Cavazza                                        |
| Crazy                                                | 2017                  | 23-12-2017            | 1(5wk)          | 28           | met Zonderlingnr. 2 in de Radio 2 Top 30 / 3x Platina     |
| Guinea Pig (Lost Frequencies remix)                  | 2018                  | 31-03-2018            | tip             | -            | met Girls in Hawaii                                       |
| Melody                                               | 2018                  | 05-05-2018            | 7               | 21           | met James Bluntnr. 8 in de Radio 2 Top 30 / 2x Platina    |
| Like I Love You                                      | 2018                  | 22-09-2018            | 5               | 26           | met The NGHBRSnr. 13 in de Radio 2 Top 30 / Platina       |
| Recognize                                            | 2019                  | 16-03-2019            | 18              | 16           | met Flynn / Platina                                       |
| Truth Never Lies                                     | 2019                  | 15-06-2019            | 35              | 10           | met Aloe Blacc                                            |
| Sun is Shining                                       | 2019                  | 24-08-2019            | 5               | 26           | Platina                                                   |
| Black & Blue                                         | 2019                  | 21-09-2019            | tip3            | -            | met Mokita                                                |
| In the Shadows (Lost Frequencies remake)             | 2019                  | 28-09-2019            | tip             | -            | met The Rasmus                                            |
| Love to Go                                           | 2020                  | 25-04-2020            | 6               | 25           | met Zonderling / Platina                                  |
| One More Night                                       | 2020                  | 08-08-2020            | tip             | -            | met Easton Corbin                                         |
| Don't Leave Me Now                                   | 2020                  | 19-09-2020            | 11              | 27           | met Mathieu Koss / Goud                                   |
| You                                                  | 2020                  | 21-11-2020            | tip             | -            | met Love Harder & Flynn                                   |
| Rise                                                 | 2021                  | 27-03-2021            | 10              | 24           | Goud                                                      |
| Where Are You Now                                    | 2021                  | 07-08-2021            | 4               | 51           | met Calum Scott / 3x Platina                              |
| Questions                                            | 2022                  | 12-06-2022            | 13              | 24           | met James Arthur                                          |
| Back to You                                          | 2022                  | 17-12-2022            | 10              | 27           | met Elly Duhé & X Ambassadors                             |
| The Feeling                                          | 2023                  | 17-06-2023            | 11              | 31           |                                                           |
| Dive                                                 | 2023                  | 17-06-2023            | 20              | 12           | met Tom Gregory                                           |
| Head Down                                            | 2023                  | 06-01-2024            | 12              | 22           | met Bastille                                              |
| Black Friday (Pretty Like the Sun)                   | 2024                  | 04-08-2024            | 1 (2wk)         | 37           | met Tom Odell / Platina                                   |
| Love Is the Only Thing                               | 2024                  | 01-12-2024            | 35              | 2            |                                                           |
| Sweet Disposition (A Moment, A Love)                 | 2025                  | 07-06-2025            | 6               | 9*           |                                                           |

| Single met eventuele hitnotering(en) in de Nederlandse Top 40 | Datum van verschijnen | Datum van binnenkomst | Hoogste positie | Aantal weken | Opmerkingen                                              |
| ------------------------------------------------------------- | --------------------- | --------------------- | --------------- | ------------ | -------------------------------------------------------- |
| Are You With Me                                               | 2014                  | 14-02-2015            | 4               | 31           | nr. 3 in de Single Top 100 / Platina                     |
| Reality                                                       | 2015                  | 18-07-2015            | 3               | 27           | met Janieck Devynr. 5 in de Single Top 100 / 4x Platina  |
| Eagle Eyes (Lucas & Steve remix)                              | 2015                  | 26-12-2015            | tip14           | -            | met Felix Jaehn & Linying                                |
| Beautiful Life                                                | 2016                  | 03-09-2016            | 28              | 6            | met Sandro Cavazzanr. 65 in de Single Top 100 / Platina  |
| What Is Love                                                  | 2016                  | 08-10-2016            | tip6            | -            | nr. 73 in de Single Top 100                              |
| Here with You                                                 | 2017                  | 05-08-2017            | 25              | 6            | met Netskynr. 76 in de Single Top 100 / Goud             |
| Crazy                                                         | 2017                  | 23-12-2017            | 12              | 16           | met Zonderlingnr. 56 in de Single Top 100 / Goud         |
| Melody                                                        | 2018                  | 05-05-2018            | tip8            | -            | met James Blunt                                          |
| Like I Love You                                               | 2018                  | 22-09-2018            | tip7            | -            | met The NGHBRS                                           |
| Recognise                                                     | 2019                  | 16-03-2019            | tip9            | -            | met Flynn                                                |
| Love to Go                                                    | 2020                  | 16-05-2020            | 7               | 13           | met Zonderling & Kelvin Jonesnr. 25 in de Single Top 100 |
| Don't Leave Me Now                                            | 2020                  | 19-09-2020            | 12              | 22           | met Mathieu Kossnr. 42 in de Single Top 100              |
| Rise                                                          | 2021                  | 27-03-2021            | 6               | 20           | nr. 19 in de Single Top 100                              |
| Where Are You Now                                             | 2021                  | 21-08-2021            | 6               | 22           | met Calum Scottnr. 10 in de Single Top 100               |
| Questions                                                     | 2022                  | 12-06-2022            | 16              | 26           | met James Arthur                                         |
| Back to You                                                   | 2022                  | 17-12-2022            | 3               | 27           | met Elly Duhé & X Ambassadors                            |
| The Feeling                                                   | 2023                  | 15-07-2023            | 12              | 8            |                                                          |
| Head Down                                                     | 2023                  | 13-01-2024            | 35              | 22           | met Bastille                                             |
| In My Bones                                                   | 2024                  | 20-04-2024            | tip1            | 12           | met David Kushner                                        |
| Black Friday (Pretty Like the Sun)                            | 2024                  | 19-07-2024            | 5               | 18           | met Tom Odell                                            |

## Trivia
- Met Are you with me stond Lost Frequencies als eerste Belg ooit op nummer 1 in de Britse hitlijst.[2]
- Lost Frequencies was de eerste artiest die met zijn vier eerste singles op nummer 1 stond in de Vlaamse Ultratop 50.
- Het nummer Beautiful life werd door de NOS gebruikt voor de uitzendingen van de Olympische Spelen van 2016 in Rio.
- Lost Frequencies won vier opeenvolgende jaren de MIA voor dance, namelijk in 2015, 2016, 2017 en 2018.
- Op 20 juli 2020, op de vooravond van de Belgische nationale feestdag, speelde hij een exclusieve dj-set op het dak van het koninklijk paleis in Brussel. De koninklijke familie nodigde hem daarvoor uit. Hij is de allereerste artiest ooit die dat deed. Het optreden was live te volgen via een livestream op Facebook en is ook terug te kijken op Youtube.